# Common-rail

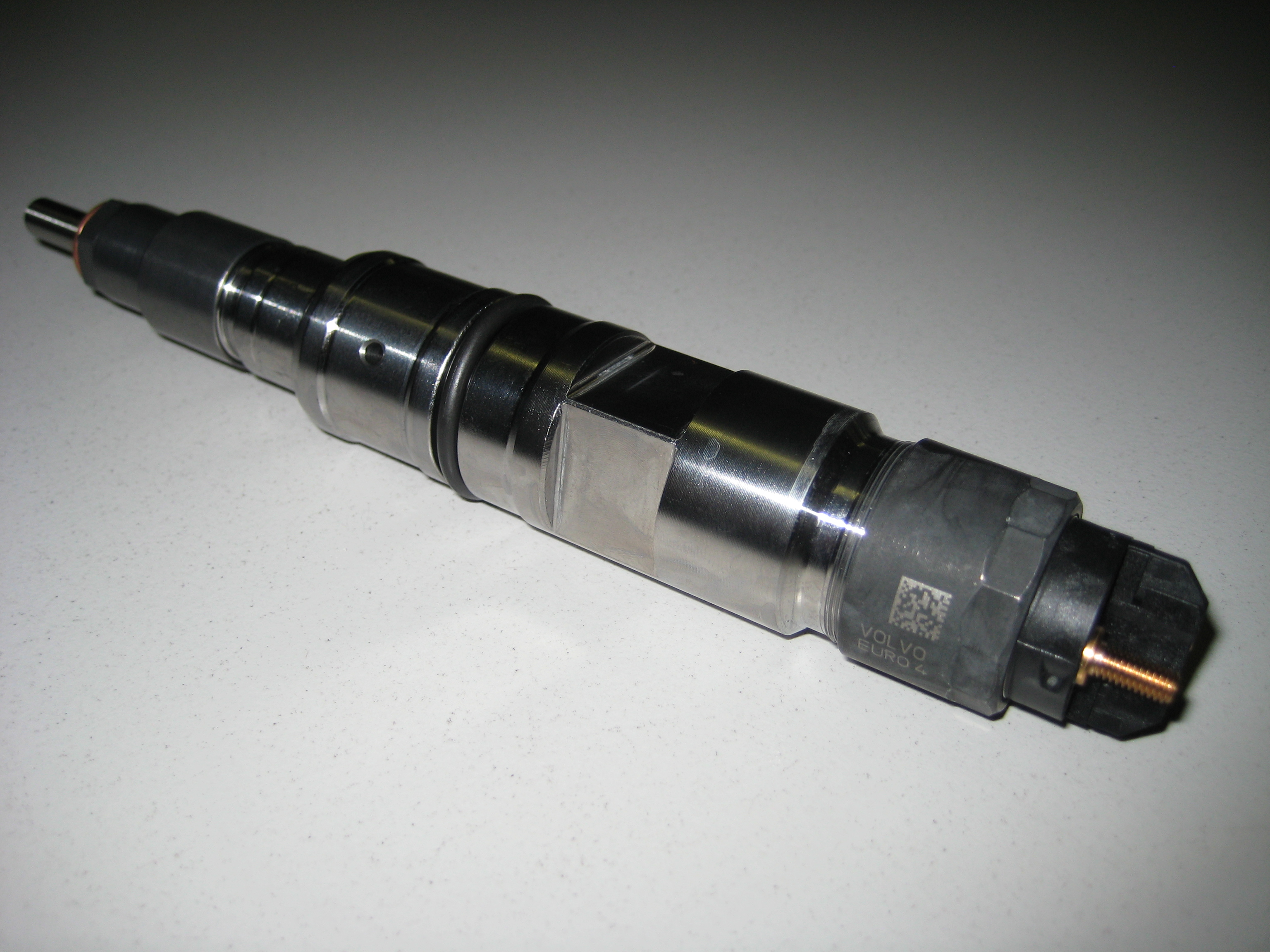
injector de combustível Common-Rail.

CRDI ou "Common Rail Direct Injection" é uma sigla utilizada para denominação de um sistema de injeção direta de combustível diesel sob alta pressão em motores de combustão interna, criado pela Fiat italiana e posteriormente comprado, desenvolvido e patenteado pela Bosch alemã, que o licenciou para vários fabricantes mundiais de veículos automotores, como Mitsubishi, Hyundai, Ford, Mercedes-Benz, Kia, Nissan, Jac Motors, Globo e Volkswagen, entre outros.
O Common-rail é um sistema de injeção criado nos anos 90 para veículos utilitários de trabalho pesado e posteriormente adaptado para automóveis ligeiros Engeneering e posteriormente cedido para desenvolvimento à Bosch alemã.
O grupo Fiat foi a primeira empresa a comercializar um automóvel com esta tecnologia, estreando-o em 1997 no Alfa Romeo 156, e no mesmo ano no Mercedes-Benz C 220 CDI.
Consiste numa bomba de alta pressão que fornece a pressão através de uma rampa comum a todos os injetores, o que permite fornecer uma pressão (de 500 bar a 2.000 bar) constante de injeção, independentemente da rotação do motor, sendo o comando dos injetores e feito por válvulas magnéticas presentes na cabeça dos mesmos. A sua vantagem é um menor ruído de funcionamento, arranque a frio quase instantâneo, e uma clara melhoria de prestações e diminuição da poluição e de consumo. Atualmente é o sistema usado em quase todos os diesel.
Em 2002, a Fiat apresentou ao mundo o Common-Rail com mais pressão a nível mundial - 1800 bar e ainda com 5 múltiplas injeções com uma enorme precisão. O sistema está assim conforme a lei de gases europeia EURO4 com a vantagem de o conseguir sem filtros de partículas.
Há diferentes sistemas usados por diferentes fabricantes, mas foram todos criados pela Bosch e são equivalentes em termos de qualidade e eficácia: o "Unit Injector System" (UIS) e o "Common Rail System" (CRS).
Em ambos os sistemas, o combustível é injetado nos cilindros sob pressão muito alta. O próprio processo de injeção é controlado eletronicamente, para que seja sempre injetado o volume ideal de combustível, exatamente no momento certo. E isso garante o rendimento máximo com o mínimo consumo e níveis de emissão baixos.
No Unit Injector System (UIS), cada cilindro do motor tem um injetor individual que gera uma pressão até 2050 bar em automóveis de passageiros. O pulverizador de injeção está integrado no injetor e injeta para a câmara de combustão.
O Unit Injector System permite uma injeção precisa com durações de injeção variáveis. Este processo de injeção e a alta pressão aplicada resultam numa combustão excelente. Isso garante um rendimento mais alto, um consumo de combustível mais baixo e emissões reduzidas de ruído e de gás de escape.)
No Common Rail System, a separação da função mecânica de injeção para o sistema eletrônico, permite que um lastro de combustível sob alta pressão, até 1600 bar, fique previamente armazenado numa câmara a espera de um sinal para ser injetado nos cilindros. Ainda nesse sistema, válvulas magnéticas de alto rendimento liberam a passagem desse combustível, nos tempos de ignição, são controladas eletronicamente o que permite estabelecer o tempo de duração da injeção por cilindro, proporcionando, mais recursos para melhorar o processo de combustão.
O Common Rail System da terceira geração usa injetores piezo em linha especialmente rápidos que cortam as emissões em mais 20% e o consumo de combustível em mais 3%, enquanto também reduzem o ruído do motor.
O Electronic Diesel Control (EDC) da Bosch fornece um controle ótimo do processo de injeção diesel em todos os momentos operacionais. O sistema analisa a informação fornecida pelos sensores do motor para calcular o melhor processo de injeção. A fabricante alemã de veículos comerciais Mercedes-Benz, empresa do Grupo Daimler possui este sistema de injeção de combustível sob alta pressão em vários modelos de sua linha de veículos automotores e provou sua enorme eficácia quando se fala em sistemas de injeções.